# Комова, Наталья Владимировна
Наталья Владимировна Комова (в девичестве — Кондратьева; род. 28 апреля 1986, Куйбышев) — российская дзюдоистка, чемпионка и призёр чемпионатов России, мастер спорта России международного класса. Выпускница Донского государственного технического университета, участница летних Олимпийских игр 2012 года в Лондоне, призёр летней Универсиады 2007 года в Бангкоке, победительница и призёр этапов Кубков Европы и мира.

## Спортивные результаты
- Чемпионат России по дзюдо 2008 года — ;
- Чемпионат России по дзюдо 2009 года — ;
- Чемпионат России по дзюдо 2011 года — ;
- Чемпионат России по дзюдо 2015 года — .